# 埃里克·斯诺
埃里克·斯诺（英語：Eric Snow，1973年4月24日—），出生于俄亥俄州坎顿，美国职业篮球运动员。

## NBA選秀
斯諾畢業於密歇根州立大学，隨即於1995年參加NBA選秀，並被密尔沃基雄鹿队選中，但隨即被交易至西雅图超音速队。

## 職業生涯

### 西雅圖超音速
斯諾司職控球後衛，但在超音速隊期間，由於當時隊中已擁有加里．佩頓這樣的巨星級控球後衛，斯諾鮮有上陣機會。95-96年球季，斯諾隨超音速隊打入NBA總決賽，可惜敗於當時無敵的芝加哥公牛隊。1997-98年球季進行至一半，斯諾離開了超音速隊加盟當時重建中的费城76人队。

### 費城76人
當時的費城76人的主力後衛由傑里·斯塔克豪斯(Jerry Stackhouse)及艾倫·艾佛森(Allen Iverson)，但當主教練拉里·布朗(Larry Brown)入主以後，球隊於1997-98年球季初段把斯塔克豪斯交易至底特律活塞隊，布朗也很快地把只有6呎高但得分能力驚人的艾佛森大膽地放在得分後衛的位置，以讓更擅長打這個位置的斯諾負責組織進攻。這個調動讓斯諾打出職業生涯最高水準，不但於出場時間由在超音速時期平均每場18分鐘，大幅增加至轉會76人後平均每場35.8分鐘，他的冷靜組織讓76人隊的進攻變得井井有條；而擅長防守的他也大大的配合主張防守的布朗教練的戰術要求。他跟艾佛森成為了往後76人隊一對令人聞風喪膽的後場組合。
76人隊經歷了三個球季的整合，於2000-01年球季有了很大的進步。不但在常規賽中於東區所向披靡，更在該年囊括四個個人大獎(最有價值球員、最佳防守球員、最佳教練及最佳第六人)，雖然以上四個獎項都跟斯諾無緣，但普遍認為，斯諾在隊中是最不可或缺的。而部份資深球評家更指出，斯諾是球場中的布朗教練。可是該年76人隊雖然打入了總決賽，但卻以一勝四負的成績輸給了洛杉磯湖人隊，未能取得自1983年以後的首座NBA冠軍。但76人隊也讓湖人隊輸掉了季後賽的唯一一場敗仗，使他們不能以全勝姿態奪冠(至今還沒有一隊NBA球隊可以以全勝姿態奪冠)，而這一場唯一的敗仗，也正是斯諾於完場前射入致勝球奠定的。湖人隊的後衛柯比·布萊恩(Kobe Bryant)於賽後指出，聯盟中沒有一名球員於防守他時比斯諾更出色。

### 克里夫蘭騎士
隨後數季，76人隊再也不能達到2000-01年球季的高水準，隨著2003年布朗教練改投活塞隊，斯諾也於2004年離開76人隊改投克利夫兰骑士队。
由於傷病纏身，加上已經是老將，斯諾在騎士隊並非主力球員。儘管如此，斯諾還是帶領騎士隊於2006-07年球季闖進球隊隊史上第一次的NBA總決賽，但卻被聖安東尼奧馬刺隊橫掃出局。斯諾也於2007-08年球季後退役。

## 其他
- 斯諾曾三次打入NBA決賽，都是跟隨三支不同的球隊，分別是西雅圖超音速隊(1995-96年)、費城76人隊(2000-01年)及克里夫蘭騎士隊(2006-07年)，可惜三次都殺羽而歸。